# Canal CHV Noticias
Canal CHV Noticias es un canal de televisión por suscripción chileno de noticias, propiedad de Paramount Global. Inició sus transmisiones el 22 de enero de 2024.

## Antecedentes
A inicios de 2008, VTR, convoca a una licitación pública para el lanzamiento señal de noticias que acompañase el lanzamiento de CNN Chile, canal que estaban preparando en conjunto con Turner Broadcasting System. Chilevisión, en ese entonces propiedad de Bancard, fue uno de los canales que postuló a la licitación. Sin embargo, VTR opta por la propuesta de TVN, Canal 24 Horas.
Posteriormente en el año 2010, Chilevisión fue vendida a Turner, una de las propietarias de CNN Chile. En el año 2016, Turner compra las acciones restantes de VTR en CNN Chile, lo que significó el traslado de los estudios del canal a la ex-Machasa y la combinación de equipos con Chilevisión.
Ambos canales realizaron en conjunto la producción y emisión de noticieros e informativos, lo cual cesó tras la venta de Chilevisión a ViacomCBS (hoy Paramount Global).
En marzo de 2022, Chilevisión lanza un canal de noticias vía streaming en Pluto TV.

## Historia y logotipo
En diciembre de 2023, el servicio de IPTV Zapping anunció la llegada de un canal de CHV Noticias, como parte de los reemplazos a varias señales de Disney Media Networks Latin America que abandonarían el servicio.
El canal inicia transmisiones el 22 de enero del 2024, siendo un relanzamiento de la señal de streaming para servicios de televisión por cable, manteniendo toda la programación presente en el canal de Pluto TV (la cual se compone de noticieros e informativos temáticos).
El logotipo del canal consiste en la palabra Canal dentro de un rectángulo corto en azul, abajo el título CHV de rosado y la palabra Noticias en azul marino